# Concert on the Campus
Concert on the Campus è un album dal vivo di Cal Tjader, pubblicato dalla Fantasy Records nel 1960. Il disco fu registrato nella primavera del 1960 a Sacramento e a San Josè in California (Stati Uniti).

## Tracce
Lato A
1. S.S. Groove – 4:47 (John Mosher)
2. Goodbye – 4:28 (Gordon Jenkins)
3. Moment in Madrid – 5:33 (Cal Tjader)
4. Rezo – 6:03 (Mongo Santamaría)

Lato B
1. Love for Sale – 4:48 (Cole Porter)
2. Then I'll Be Tired of You – 4:52 (E.Y. "Yip" Harburg, Arthur Schwartz)
3. Theme for Duke – 2:53 (Cal Tjader)
4. Cuban Fantasy – 6:40 (Ray Bryant)

## Musicisti
Cal Tjader Quintet
- Cal Tjader - vibrafono
- Lonnie Hewitt - pianoforte
- Eddie Coleman - contrabbasso
- Willie Bobo - batteria
- Mongo Santamaría - congas, bongos